# The Truth (canción)
«The Truth» es una canción interpretada por el rapero estadounidense Beanie Sigel. Fue publicada el 28 de marzo de 2000 como el sencillo principal de su álbum debut del mismo nombre. «The Truth» fue producido por Kanye West, quien utilizó un sample de la canción de Graham Nash, «Chicago».

## Posicionamiento
| Gráfica (2000)                                           | Pico de posición |
| -------------------------------------------------------- | ---------------- |
| Estados Unidos (Billboard Hot R&B/Hip-Hop Songs)         | 81               |
| Estados Unidos (Billboard Hot R&B/Hip-Hop Singles Sales) | 56               |
| Estados Unidos (Billboard Hot Rap Songs)                 | 23               |

## Historial de lanzamientos
| Región         | Fecha               | Formato      | Discográfica  | Ref.  |
| -------------- | ------------------- | ------------ | ------------- | ----- |
| Estados Unidos | 28 de marzo de 2000 | Radio Urbana | Def Jam IDJMG | [ 6 ] |